# Rob Hall
Rob Hall, född 1961 i Christchurch, död 11 maj 1996 på Mount Everest, var en nyzeeländsk bergsbestigare och kommersiell expeditionsledare. År 1991 startade Hall företaget Adventure Consultant och började sälja platser i expeditioner till Mount Everest där allt ingick såsom bärare, syrgas och allt annat som behövs för att bestiga världens högsta berg. Hall guidade 39 personer till toppen mellan 1990 och 1995.
Våren 1996 kostade en plats i hans expedition 65 000 dollar. Samtidigt hade det dykt upp en konkurrent i form av amerikanen Scott Fischer som med sitt företag Mountain Madness tog ut samma avgifter av sina kunder. Båda tog med åtta deltagare i sina expeditioner. De båda expeditionerna gjorde sina försök att nå toppen samma dag den 10 maj 1996. Hall som var känd för att vara den förnuftigaste personen i branschen struntade totalt i att hans expedition blev försenad till toppen. Själv nådde han toppen vid 16-tiden på eftermiddagen tillsammans med en av sina kunder, Doug Hansen, som knappt kunde gå för egen maskin. Ingen vet exakt vad som hände men Hall lämnade aldrig sin kund som senare dog. Hall själv satt kvar på Sydtoppen på 8 700 meters höjd för trött för att orka gå ner. Man försökte via radio hålla honom vaken men han omkom senare av utmattning och förfrysning. Vädret var mycket dåligt på eftermiddagen och ett tiotal andra personer dog på berget den dagen.
Händelserna i maj 1996 har beskrivits av den amerikanske författaren och bergsbestigaren Jon Krakauer i tidskriften Outside och i hans bok Tunn luft (Into Thin Air). Krakauer deltog i Halls expedition på uppdrag av Outside. Krakauers synpunkter på händelserna har kritiserats av andra deltagare.

## Bestigningar
10 maj 1990 Mount Everest
12 maj 1992 Mount Everest
10 maj 1993 Mount Everest
9 maj 1994 Mount Everest
16 maj 1994 Lhotse
10 juni 1994 Cho Oyu
18 maj 1995 Makalu
26 september 1995 Cho Oyu
10 maj 1996 Mount Everest